# Sheldon Whitehouse
Sheldon Whitehouse (* 20. října 1955, Manhattan, New York) je americký právník a politik za Demokratickou stranu. Od roku 2007 je senátorem USA za stát Rhode Island. V Senátu Spojených států je členem právního výboru a výboru pro rozpočet.
Je synem Charlese Sheldona Whitehouse (1921–2001), který byl americkým velvyslancem v Thajsku a Laosu. Vystudoval architekturu na Yaleově univerzitě a práva na University of Virginia, od roku 1984 žije v Rhode Islandu. Před zvolením do Senátu pracoval pro úřad státního zástupce a v týmu guvernéra Bruce Sundluna byl specialistou na boj proti korupci.
Podporuje vyšší zdanění majetných vrstev, tzv. Buffett Rule. Byl silným kritikem války v Iráku a zákona PATRIOT Act. Chce dotovat z veřejných prostředků výzkum kmenových buněk a je pro snadnou dostupnost antikoncepce a pro právo žen na interrupci.
Byl kritizován za to, že navzdory svým rovnostářským postojům je členem elitního soukromého klubu Bailey's Beach.